# Ocotepeque
Ocotepeque est une ville du Honduras, située dans le département de Ocotepeque dont elle est la capitale.